# بسکتبال قهرمانی باشگاه‌های غرب آسیا ۲۰۰۰
بسکتبال قهرمانی باشگاه های غرب آسیا ۲۰۰۰، سومین دوره مسابقات جام قهرمانی غرب آسیا بود، این مسابقات از دوم تا چهارم ماه مه در دمشق پایتخت سوریه برگزار شد.

## جدول رده بندی
| تیم            | بازی | برد | باخت | امتیاز |
| الوحده         | ۳    | ۳   | ۰    | ۶      |
| ذوب آهن        | ۳    | ۲   | ۱    | ۵      |
| الکووا الجوویه | ۳    | ۱   | ۲    | ۴      |
| ارتدکس         | ۳    | ۰   | ۳    | ۳      |